# Муйча
Муйча (пол. Mójcza) — село в Польщі, у гміні Далешиці Келецького повіту Свентокшиського воєводства.
Населення — 1373 особи (2011).
У 1975-1998 роках село належало до Келецького воєводства.

## Демографія
Демографічна структура на день 31 березня 2011 року:
|          | Загалом | Допрацездатний вік | Працездатний вік | Постпрацездатний вік |
| -------- | ------- | ------------------ | ---------------- | -------------------- |
| Чоловіки | 677     | 153                | 469              | 55                   |
| Жінки    | 696     | 153                | 426              | 117                  |
| Разом    | 1373    | 306                | 895              | 172                  |